# Johann Rotter
Johann Rotter (* 19. Juli 1905 in Wien; † 2. Juni 1973 in Ried im Innkreis) war ein österreichischer Rechtsanwalt und Politiker. Rotter war verheiratet und Abgeordneter zum Burgenländischen Landtag.
Rotter wurde als Sohn des Werkführers Johann Rotter aus Wien Strebersdorf geboren. Er besuchte die Volksschule und das Realgymnasium Wien, bevor er an der Universität Wien Rechtswissenschaften studierte. Er schloss sein Studium 1929 als Dr. jur. ab und war danach als Rechtsanwalt tätig. Rotter gehörte zwischen dem 11. November 1934 und dem 12. März 1938 dem Ständischen Landtag des Burgenlands an. Er vertrat den Stand „Freie Berufe“ bis zur Auflösung des Gremiums im Landtag. Zudem war Rotter während dieser Zeit Vizepräsident der Landtages.